# Karl Grabmayr

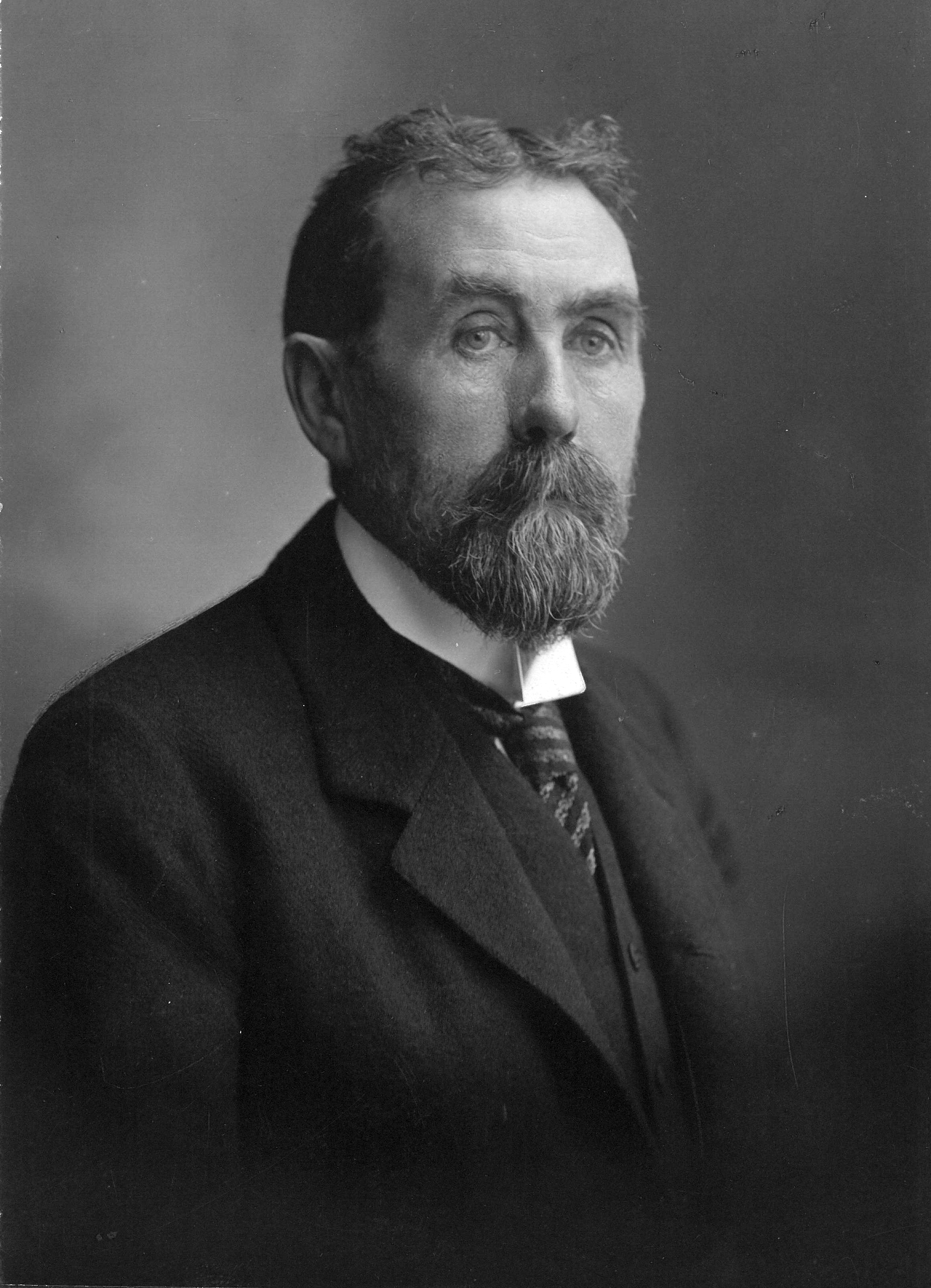
Karl Grabmayr von Angerheim

Karl Grabmayr-Angerheim (bis 3. April 1919 von Angerheim, * 11. Februar 1848 in Bozen, Tirol, Kaisertum Österreich; † 24. Juni 1923 in Meran, Südtirol, Königreich Italien) war ein  konservativer Tiroler und österreichischer Abgeordneter, 1913–1918 Präsident des Reichsgerichts der im Reichsrat vertretenen Königreiche und Länder sowie 1919–1921 Präsident des Verwaltungsgerichtshofes der neuen Republik Österreich. Auf ihn gehen das Tiroler Grundbuch und das Höferecht (Anerbenrecht) zurück.

## Leben

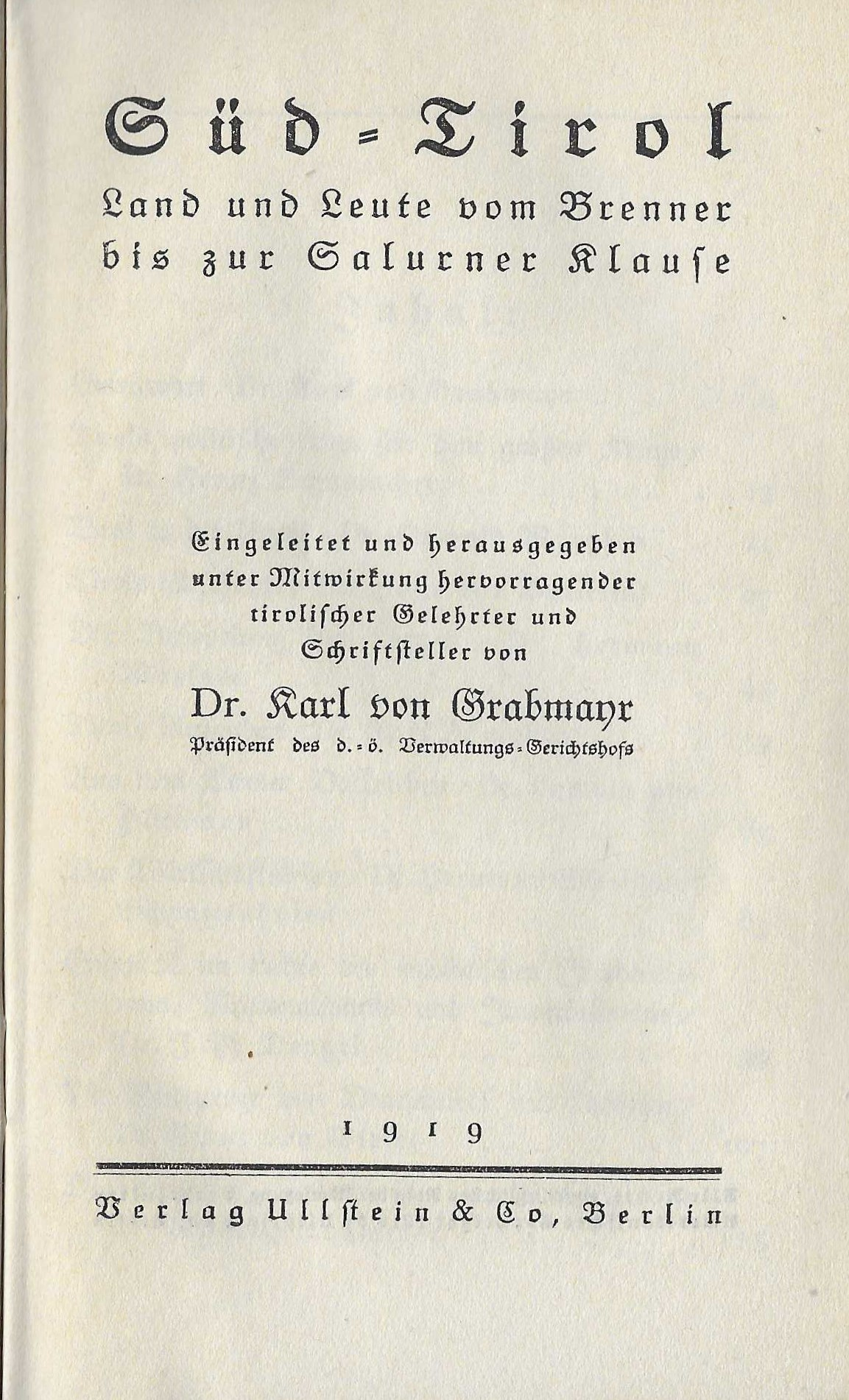
Titelei von Grabmayrs Südtirolbuch von 1919

Grabmayr von Angerheim studierte in Innsbruck Rechtswissenschaften (Dr. jur. 1871) und eröffnete 1878 in Meran als Advokat, wie Rechtsanwälte damals genannt wurden, seine eigene Kanzlei. Als Vertreter des verfassungstreuen Großgrundbesitzes wurde er 1892 in den Tiroler Landtag gewählt und gehörte diesem noch 1914 an.
1897 wurde er nach dem Kurienwahlrecht in das Abgeordnetenhaus des Reichsrates, des Parlaments von Cisleithanien, gewählt. 1901 wurde er vom Reichsrat zum Obmann des Verfassungsausschusses gewählt, der erfolglos die Trientiner Autonomiefrage behandelte.  
Im Tiroler Landtag wurde Grabmayr vor allem zur Sicherung des Grundbesitzes aktiv. Auf seine Initiative wurde das Tiroler Grundbuch angelegt, in dem die Eigentumsrechte an allen Grundstücken amtlich verzeichnet wurden und das das bislang gebräuchliche, altertümliche Verfachbuch ersetzte. Mit einem speziellen Höferecht wurde bestimmt, dass bäuerliche Anwesen nach dem Tod des Bauern stets nur an einen Erben übergehen und nicht zersplittert werden durften. Damit sollte dem Entstehen unwirtschaftlich kleiner Anwesen entgegengetreten werden.
1906 gab Grabmayr seine Rechtsanwaltskanzlei in Meran auf und übersiedelte nach Wien. Im Reichsrat beteiligte er sich intensiv an der Diskussion über das 1905 vom k.k. Ministerpräsidenten Paul Gautsch von Frankenthurn angekündigte allgemeine und gleiche Wahlrecht für alle männlichen Staatsbürger. Grabmayr war nicht dafür; er betonte, das Wahlrecht sei kein natürliches Recht, sondern eine öffentliche Funktion, die man im Interesse der Allgemeinheit wahrnehme. Das vorgeschlagene neue Wahlrecht dränge den politischen Einfluss der gebildeten und besitzenden Schichten in unbilliger Weise zurück. Die politische Macht werde ausschließlich den Minder- oder Nichtbesitzenden und den minder- oder nichtgebildeten Massen in die Hand gespielt. Außerdem könne man von einem allgemeinen Wahlrecht ohnehin nicht sprechen, denn es werde der besseren Hälfte der Bevölkerung, den Frauen ebenso vorenthalten wie den Soldaten. Mit der Vorlage würden nur die Vorherrschaft der Slawen und ein massiver Machtzuwachs der Sozialdemokratie einhergehen.
1907 wurde Grabmayr, nach dem neuen Reichsratswahlrecht nicht mehr ins Abgeordnetenhaus gewählt, von Kaiser Franz Joseph I. in das Herrenhaus, das Oberhaus des Reichsrates, berufen. Damals war er stellvertretender Präsident des Reichsgerichts.
1913 berief ihn der Kaiser zum Präsidenten des Reichsgerichts. Diesem folgte nach der Gründung des Staates Deutschösterreich (am 30. Oktober 1918, Republik ab 12. November 1918) für dessen Staatsgebiet mit 25. Jänner 1919 der Verfassungsgerichtshof nach, zu dessen erstem Präsidenten vom deutschösterreichischen Staatsratsdirektorium am 14. Februar 1919 Paul Vittorelli ernannt wurde. Am gleichen Tag wurde Grabmayr vom Staatsratsdirektorium als Präsident des am 6. Februar 1919 beschlossenen  Verwaltungsgerichtshofes ernannt und blieb dies bis 1921.
Am 3. April 1919 hob die Konstituierende Nationalversammlung für Deutschösterreich per 10. April 1919 den Adel auf.

## Veröffentlichungen
- Verfachbuch oder Publica fides? Meran 1893.
- als Herausgeber: Süd-Tirol. Land und Leute vom Brenner bis zur Salurner Klause. Mit Beiträgen von Franz Schumacher, Hans von Voltelini, Oswald Menghin und Eduard Reut-Nicolussi. Verlag Ullstein & Co, Berlin 1919.
  - italienische Ausgabe: La passione del Tirolo innanzi all’annessione. Mit einem Vorwort von Luigi Credaro. Vallardi Editore, Milano 1920.[4]
- Erinnerungen eines Tiroler Politikers 1892–1920. Aus dem Nachlaß des 1923 verstorbenen Verfassers. Wagner, Innsbruck 1955 (= Schlern-Schriften. Band 135).

## Erinnerungen
- Wien: seit 1956 Grabmayrgasse im 21. Bezirk
- Innsbruck: Dr.-Karl-von-Grabmayr-Straße
- Meran: Karl-Grabmayr-Straße